# Alfonso Ceccarelli
Alfonso Ceccarelli o Ciccarelli (Bevagna, 21 febbraio 1532 – Roma, 9 luglio 1583) è stato un falsario, storico, scrittore e genealogista italiano.

## Biografia
Nacque a Bevagna (Perugia) il 21 febbraio 1532, figlio di Claudio, notaio, e di Tarpea Spezi. Medicus physicus, esercitò la professione in diverse località umbre prima di trasferirsi a Roma verso il 1574, lasciando presso la casa paterna i figli e la moglie Imperia Ciccoli sposata nel 1553.
Pur senza abbandonare completamente la professione medica, si dedicò intensamente all'attività di scrittore, di storico, di genealogista, di antiquario e, in particolare, di falsario.
Nel 1564 pubblicò a Padova la sua prima opera nota, un piccolo trattato sul tartufo nero e la sua diffusione regionale dal titolo Opusculum de tuberibus, tuttora considerato il primo libro di micologia che sia stato stampato, privo tuttavia di rilevanza scientifica.
Personaggio eclettico (si interessò anche alla numismatica, all'astrologia ed all'archeologia) e per certi versi erudito, non si fece scrupolo, per provare e convalidare le sue affermazioni, di alterare pergamene, codici, diplomi ed altri reperti storici, di predisporre documenti apocrifi, di citare nei suoi scritti una moltitudine di opere ed autori di fantasia, ovvero di citare opere attribuite ad autori effettivamente esistiti, delle quali tuttavia non si ebbe mai modo di trovare alcun esemplare o traccia di esse in altre opere o cronache di autori coevi.
Provvide egli stesso, utilizzando molteplici pseudonimi (Fanusio Campano, Giovanni Selino, Jacopo Corello, Gabino Leto ecc.), a confezionare testi ”antichi” ricchi di fantastiche ricostruzioni storiche, intramezzate con alcune notizie vere ed altre false, quantunque a volte verosimili, tanto da riuscire spesso difficile distinguere le une dalle altre.
Con il suo nome, firmò numerosi testi di storia e di genealogia, quasi tutti rimasti manoscritti, basandoli prevalentemente sulle fonti da lui precostituite.
Trasse così in inganno numerosi storici, scrittori, genealogisti (ad esempio: Eugenio Camurrini, Giovanni de’ Crescenzi, Innocenzo Cybo Ghisi, Ferdinando Marra, Paolo Moriggia, Francesco Sansovino, Lodovico Vedriani, ecc.) i quali, con un approccio quantomeno accondiscendente, diedero credito a quanto da lui asserito. Fra i contemporanei, pochi furono coloro che sollevarono dubbi o perplessità; tra questi Alberico Cybo e Scipione Ammirato. Una disamina più attenta e critica delle affermazioni pseudo-storiche disseminate dal Ceccarelli fu elaborata a decorrere dal XVII secolo: da Leone Allacci, il primo che denunciò l'inconsistenza delle fonti e delle notizie da lui riportate, a Girolamo Tiraboschi, che gli riservò la maggior parte delle sue Riflessioni sugli scrittori genealogici, sino a studi più recenti. Ciò nonostante numerosi testi genealogici, agiografici o di storia locale continuano ad essere redatti facendo ricorso alla fantasiosa bibliografia ceccarelliana.
L'avidità di ulteriori e maggiori guadagni - nonostante la notorietà e ricchezza acquisite (nel 1580 fu pure nominato conte palatino dal pretendente al trono del Montenegro in esilio, Nicola Crnojevic) ed i pressanti inviti rivoltigli dal padre di lasciare Roma e ritornare in famiglia - lo spinsero a passare dalle mere contraffazioni storico-genealogiche, più o meno innocue, alle falsificazioni, anche su commessa, di testamenti, fidecommessi, passaggi di proprietà.
Vere e proprie truffe che, alfine, lo videro imputato innanzi il tribunale della Camera pontificia. Tra le accuse vi fu anche quella di aver prodotto un falso diploma con il quale l'imperatore Teodosio I (IV sec.) confermava la supposta donazione di Costantino (Constitutum Constantini), a lungo considerata la fonte istitutiva del potere temporale della Chiesa cattolica.
Incarcerato, ammise gli addebiti giustificando il suo comportamento in un memoriale che presentò in sua difesa. Al termine del processo, con sentenza del 1º giugno 1583 emessa da monsignor Girolamo Mattei, regnante Papa Gregorio XIII, il Ceccarelli fu condannato a morte e giustiziato il successivo 9 luglio a Ponte Sant'Angelo mediante decapitazione. Si è scritto, ma la sentenza di condanna pubblicata dal Fontanini non ne fa cenno, che prima di essere giustiziato gli era stata recisa la mano destra. Fu sepolto nella basilica dei Santi Celso e Giuliano in Banchi, a Roma. Alla condanna seguì la confisca dei beni, compresa la copiosa raccolta di scritti, lettere e documenti ora conservati nella Biblioteca apostolica vaticana.
Al Ceccarelli, seppur con argomenti non del tutto conclusivi, è stata attribuita da Luigi Fumi, agli inizi del secolo scorso, anche la paternità di una celebre scrittura pubblicata per la prima volta dal monaco benedettino Arnoldo Wion nel 1595, contenente le cosiddette profezie di San Malachia. Le profezie, che dai più sono lo stesso considerate apocrife, sintetizzano in latino centododici profili allegorici di altrettanti pontefici da papa Celestino II (sec. XII) sino alla fine del mondo e sarebbero state scritte dal Ceccarelli con l'obiettivo di “orientare” il collegio cardinalizio nell'elezione del Pontefice, a favore del suo protettore e mecenate il cardinale Simoncelli.

## Alcuni scritti autografi
- Opusculum de tuberibus. Adiecimus etiam opusculum de Clitumno flumine, Ludovici Bozetti, Pavia, 1564.
- La serenissima nobiltà dell'alma città di Roma, MS, Biblioteca Apostolica Vaticana.
- Simulacro dell'antichissima e nobilissima Casa Cybo, MS, 1572, Archivio di Stato di Massa.
- Dell'historia di Casa Monaldesca. Nella quale si ha notitia di molte altre cose accadute in Toscana, & in Italia, Gioseppe degl'Angeli, Ascoli Piceno, 1580.
- De Civita di Penna, MS (circa 1583), Biblioteca Apostolica Vaticana.
- Historia Ecclesiastica Ecclesiae Mediolanensis, MS, Biblioteca Apostolica Vaticana.
- Historia della Casa Conti, MS, 1579, Biblioteca Apostolica Vaticana.
- Breve historia sopra l'albero, et vite delli Signori Monaldeschi d'Orvieto, cavata dall'historia, & dall'albero di Pietro Alberigo, et di Scipione Amirato, & altri autori, e scritture, Pietrogiacomo Petrucci, Perugia, 1582.

## Alcuni scritti pseudonimi
- Fanusio Campano, De familiis illustribus Italiae ac de earum origine, libri V.
- Giovanni Selino, De familiis illustribus romanis.
- Giovanni Selino, De notabilibus et memorabilibus mundi.
- Jacopo Corelli de Colonia, Tractatus sive historia de cardinalatu ed cardinalibus.